# Краљевски грб Уједињеног Краљевства
Краљевски грб Уједињеног Краљевства је званични хералдички симбол британског монарха, (тренутно Чарлса III) и британске државе. Варијанте овог грба користе други чланови краљевске породице, као и британска влада. У Шкотској, краљ има другачији грб, чију варијанту користи тамошња власт.

## Симболи
Штит је подељен на четири дела, у горњем левом и доњем десном делу је приказ три лава у пролазу на црвеној позадини (симбол Енглеске), у горњем десном делу је краљевски грб Шкотске - црвени лав на златној позадини, окружен љиљановим венцем; на доњем левом делу је харфа, симбол Ирске.
Креста је лав који стоји на све четири шапе, са империјалном круном, а сам стоји на империјалној круни која је на златном, краљевском шлему.
Држачи су крунисани лав (симбол Енглеске) и једнорог, симбол Шкотске. Једнорог је окован, пошто је по легенди слободни једнорог био сматран изузетно опасном звери.
Грб испод штита носи мото британских монарха „Dieu et mon droit“ - Бог и моје право, а око штита се налази мото британског Реда подвезице - „Honi soit qui mal y pense“ - Понижен био онај који зло мисли.